# Michael Smith (chemik)
Michael Smith (ur. 26 kwietnia 1932 w Blackpool, zm. 4 października 2000 w Vancouver) – kanadyjski chemik pochodzenia brytyjskiego, laureat Nagrody Nobla.
Studiował chemię na Uniwersytecie Manchasterskim, w 1956 uzyskał tam tytuł doktora. W tym samym roku wyjechał do Vancouver na staż w Laboratorium Har Gobind Khorany. W 1960 przeniósł się wraz z całym zespołem Khorany na Uniwersytet Wisconsin, aby rok później odłączyć się od niego i powrócić do Vancouver. Pracę na Uniwersytecie Kolumbii Brytyjskiej kontynuował do śmierci.
W 1993 otrzymał Nagrodę Nobla w dziedzinie chemii 
za wkład w badania dotyczące mutagenezy ukierunkowanej i ich wykorzystanie do badań białek. Wyróżnienie to dzielił z Karym B. Mullisem.